# 浩良河镇
浩良河镇是中华人民共和国黑龙江省伊春市南岔县下辖的一个镇。
浩良河镇，隶属于黑龙江省伊春市南岔县，地处南岔区东南部、小兴安岭南部，东与汤原县为邻，南与伊兰县相连，西与铁力市相接。   辖区面积为910平方公里。2020年，户籍人口约3.3万人。
清末，属汤原县。民国三十四年（1945年），浩良河辖西山洞北阳、大青川3个自然屯。1953年，建村级镇，辖西山洞自然屯。1955年，析南岔区置浩良河区。1956年4月，梧桐、木曾、柳树3村划入。1957年，木曾、梧桐2村划归南岔区。1962年7月，浩良河区与南岔区间的区域，按现行由沙岭站以西（铁路桥西头）为两区的分界。1969年，浩良河区并入南岔区，改浩良河镇。截至2019年10月，浩良河镇下辖5个社区、9个行政村。

## 行政区划
浩良河镇下辖以下村级行政区划单位：
富强社区、团结社区、三岔河社区、浩良河社区、浩良河化肥厂社区、浩良河村、奋斗村、永林村、秋冷村、五七村、北阳村、亮子河村、大吉星村和小吉星村。